# Bradytriton silus
Bradytriton silus är en groddjursart som beskrevs av David Burton Wake och Elias 1983. Bradytriton silus är ensam i släktet Bradytriton som ingår i familjen lunglösa salamandrar. IUCN kategoriserar arten globalt som akut hotad. Inga underarter finns listade.
Denna salamander upptäcktes i en liten bergstrakt i nordvästra Guatemala vid 1310 meter över havet. Den hittades även längre norrut fram till södra Mexiko. Arten lever på marken i fuktiga skogar.